# سیستم قضایی ژاپن

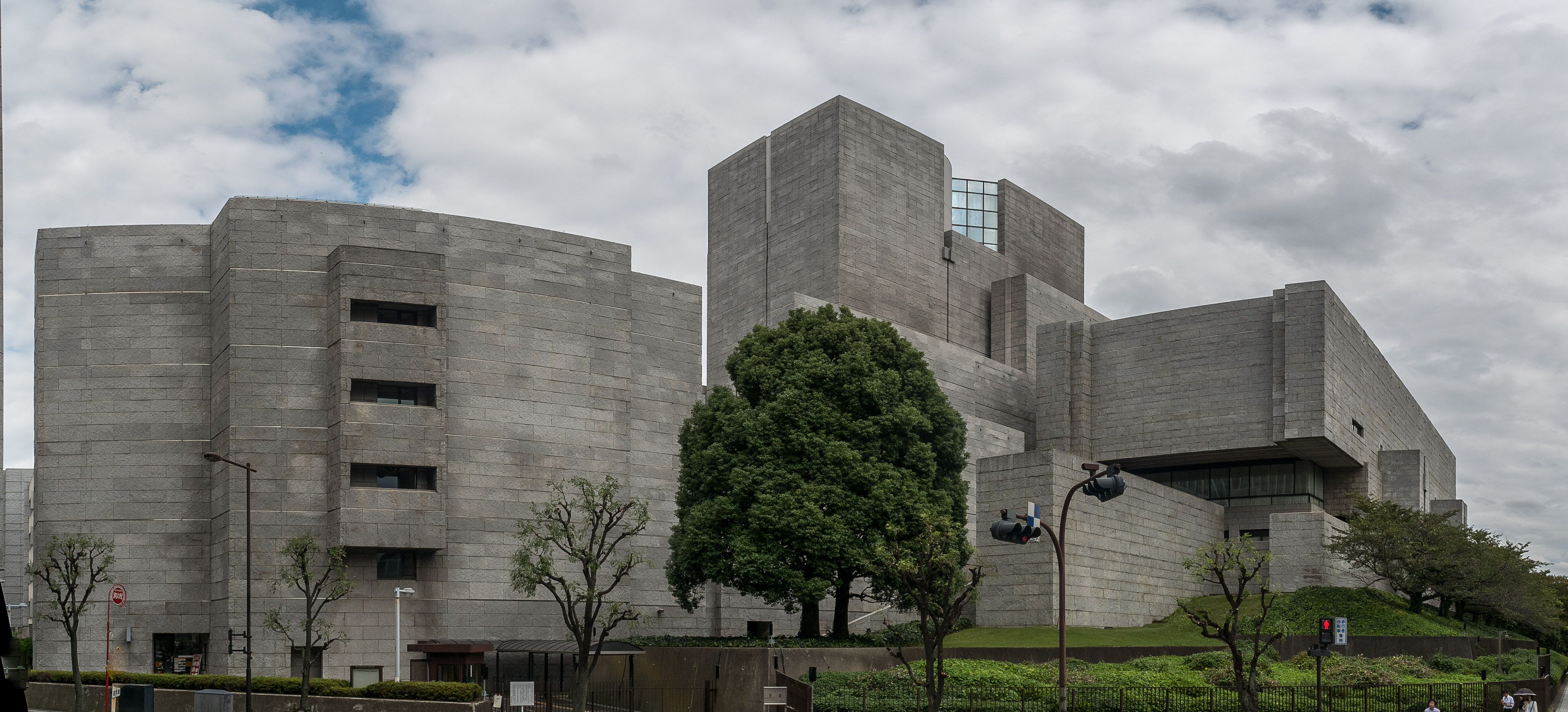
دادگاه عالی ژاپن

سیستم قضایی ژاپن (انگلیسی: Judicial system of Japan)، قانون اساسی ژاپن تضمین می‌کند که «همه قضات باید در اعمال وجدان خود مستقل باشند و فقط تابع این قانون اساسی و قوانین باشند» (ماده ۷۶).
آنها را نمی‌توان «مگر از نظر قضائی عدم صلاحیت روحی یا جسمی برای انجام وظایف رسمی» برکنار کرد و از سوی دستگاه‌های اجرایی نمی‌توان آنها را تنبیه کرد (ماده ۷۸). با این حال، قضات دیوان عالی ژاپن ممکن است توسط اکثریت رأی دهندگان در همه‌پرسی که در اولین انتخابات عمومی پس از انتصاب قاضی و هر ده سال پس از آن برگزار می‌شود، برکنار شوند. قوه قضاییه بر اساس قانون اساسی میجی بسیار محدودتر از قانون اساسی کنونی بود و هیچ اختیاری بر پرونده‌های حقوقی اداری یا قانون اساسی نداشت. علاوه بر این، وزارت دادگستری (ژاپن) کنترل کامل و مستقیم بر امور اداری دادگاه‌ها داشت. با این وجود، پروفسور جان هیلی استدلال می‌کند که دادگاه‌ها استقلال کامل را در قضاوت پرونده‌های خاص حفظ کرده‌اند.: ۹۹ 
استقلال قضایی از شاخه‌های سیاسی به‌طور قاطع به عنوان یک اصل اساسی حاکمیت در ماده ۵۷ قانون اساسی میجی تثبیت شده است. از بین همه شعبه‌های حکومت، فقط دادگاه‌ها "به نام امپراتور" (天皇ノ名  Tennō no mei) اعمال قدرت می‌کردند: ۱۱۵ .
هیلی استدلال می‌کند که این موضوع مایه افتخار قضات ژاپنی بوده و باقی می‌ماند و خاطرنشان می‌کند که «در همه دادگاه‌ها کتیبه «به نام امپراتور» به‌عنوان یادآوری معنی‌دار به مقام‌های امپراتوری و رعایا به‌طور برجسته در تمام دادگاه‌ها قرار داده شده بود تا به مقامات امپراتوری و رعایا یادآوری کنند که قضات امپراتور تحت کنترل یا هدایت سیاسی نیست.»: 115 
یکی از ویژگی‌های اصلی دادگاه‌های ژاپنی تأکید بر توافق‌نامه‌های «واکای» (和解) با توافق طرفین است، بدون اعلام بازنده یا برنده. این سازش‌ها همان اثری است که حکم دادگاه دارد («قانون آیین دادرسی مدنی»، ماده ۲۶۷؛ «قانون اجرای احکام مدنی»، ماده ۲۲). به عنوان مثال، در سال ۲۰۱۶، دادگاه‌های منطقه ۶۳۸۰۱ حکم و دستور صادر کردند و ۵۲۹۵۷ مورد دعاوی با حل و فصل واکایی حل شد.
از نظر تاریخی، دادگاه‌های ژاپن از رویه تفتیش عقاید پیروی می‌کردند، برای مثال در دادگاه «شیراسو» (白州) در دوره ادو، جایی که قاضی ارشد (بوگیو 奉行 bugyō) نیز دادستان بود. پس از سال ۱۸۹۰، ژاپن تحت تأثیر سبک تفتیش عقاید اروپایی در حقوق فرانسه و آلمان قرار گرفت، جایی که قضات و دادستان مسئولیت یافتن واقعیت و اعمال قانون را داشتند. پس از سال ۱۹۴۸، دادگاه‌ها در ژاپن تحت تأثیر سیستم خصمانه آمریکا قرار گرفتند.
در سال ۲۰۲۱، مانند سال قبل، ژاپن در پروژه عدالت جهانی در فهرست حاکمیت قانون رتبه پانزدهم را کسب کرد و این کشور را در بین اقتصادهای گروه هفت G7 در رتبه سوم قرار داد.

## دادگاه‌ها

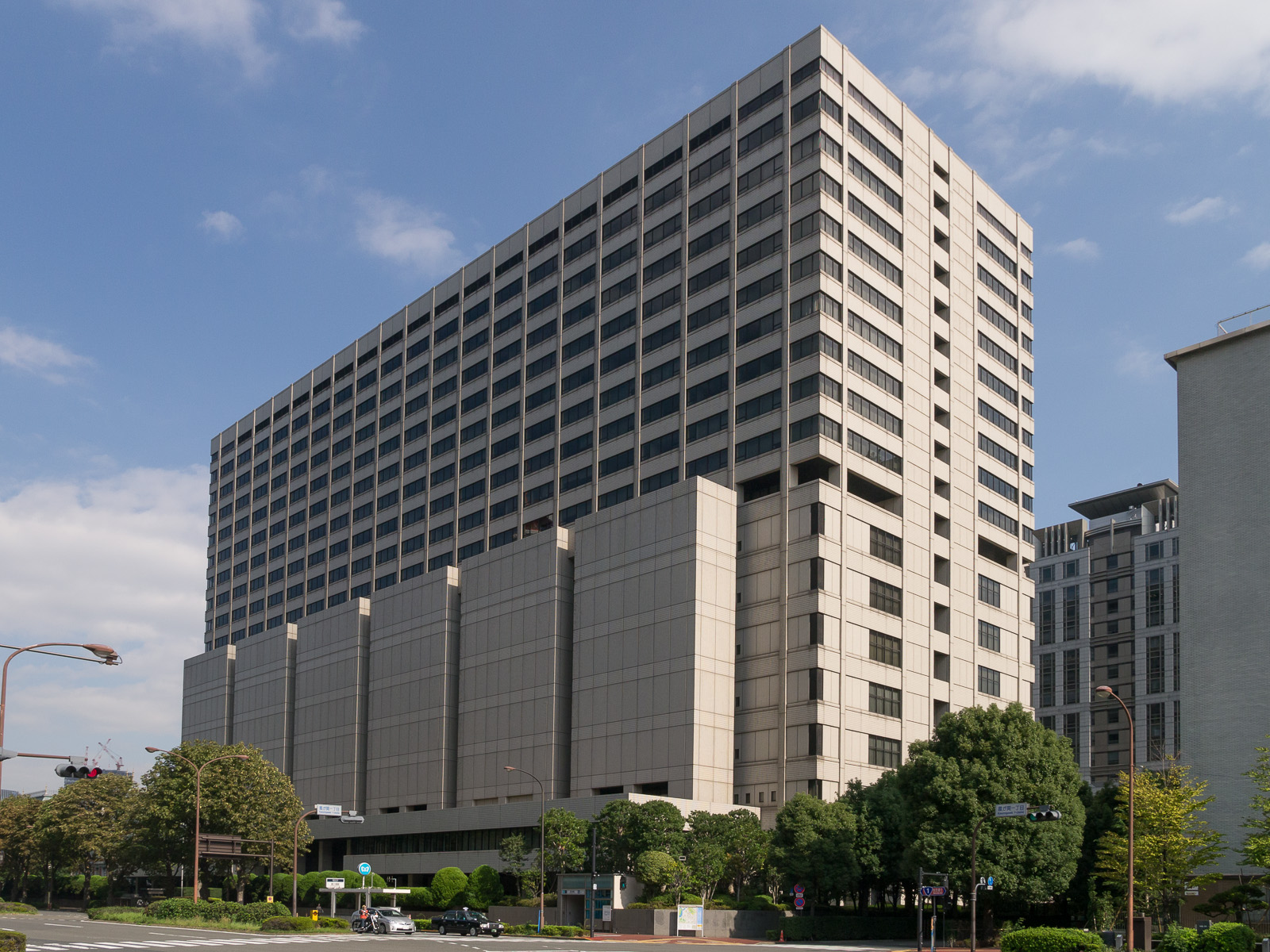
دادگاه عالی توکیو

سیستم دادگاه ژاپن به چهار طبقه تقسیم می‌شود.
در اولین (پایین‌ترین) از چهار ردیف دادگاه، ۴۳۸ دادگاه مختصر (簡易裁判所 kan'i saibansho) قرار دارند که دارای ۸۰۶ قاضی دادگاه هستند. قضات دادگاه مختصر شغلشان در اصل قاضی نیستند و صلاحیت به عنوان یک قاضی عادی لازم نیست. درعوض، قضات دادگاه خلاصه به‌طور رسمی برای انتصاب توسط یک کمیته انتخاب ویژه نامزد می‌شوند. عمدتاً پرونده‌های مدنی دعاوی کوچک (اختلافاتی که بیش از ۱٬۴۰۰٬۰۰۰ ین ژاپن نیست)، و همچنین جرایم جزئی جزایی را رسیدگی می‌کنند. آنها فقط در چند مورد خاص قادر به زندانی کردن متهمان هستند. دادگاه‌های خلاصه به ریاست یک قاضی است. پرونده‌های مدنی در یک دادگاه خلاصه به یک دادگاه منطقه ای تجدید نظر می‌شود، در حالی که پرونده‌های جنایی در دادگاه عالی تجدید نظر می‌شود.
در ردیف دوم «دادگاه‌های منطقه‌ای» (地方裁判所 chihō saibansho)، دادگاه‌های بدوی اصلی قرار دارند. ۵۰ دادگاه منطقه‌ای در مراکز استان‌ها با ۲۰۳ شعبه دیگر وجود دارد.
هشت دادگاه منطقه‌ای عالی وجود دارد (高等裁判所 Kōtō saibansho). آنها (ساپورو، سندای، توکیو، ناگویا، اوساکا، هیروشیما، تاکاماتسو، کاگاوا، و فوکوئوکا) قرار دارند. همچنین «دفاتر شعبه» در آکیتا (شهر)، کانازاوا، ایشیکاوا، اوکایاما، ماتسوئه، میازاکی و ناها، اوکیناوا وجود دارد. همچنین دادگاه عالی مالکیت معنوی (知的財産高等裁判所 Chiteki-zaisan kōtō saibansho) در توکیو نیز وجود دارد، که یک شعبه ویژه از دادگاه عالی توکیو است. دادگاه عالی معمولاً مانند دادگاه منطقه ای با سه قاضی تشکیل می‌شود.
در راس سلسله مراتب قضایی، «دیوان عالی ژاپن» (最高裁判所 Saikō saibansho), واقع در مجاورت دایت ملی در ناگاتاچو، ناحیه چیودا-کو، توکیو، توکیو قرار دارد. دیوان عالی ژاپن، دارای قضات وابسته است که توسط هیئت دولت ژاپن با گواهی امپراتور ژاپن منصوب می‌شوند.